# Gloria DeHaven

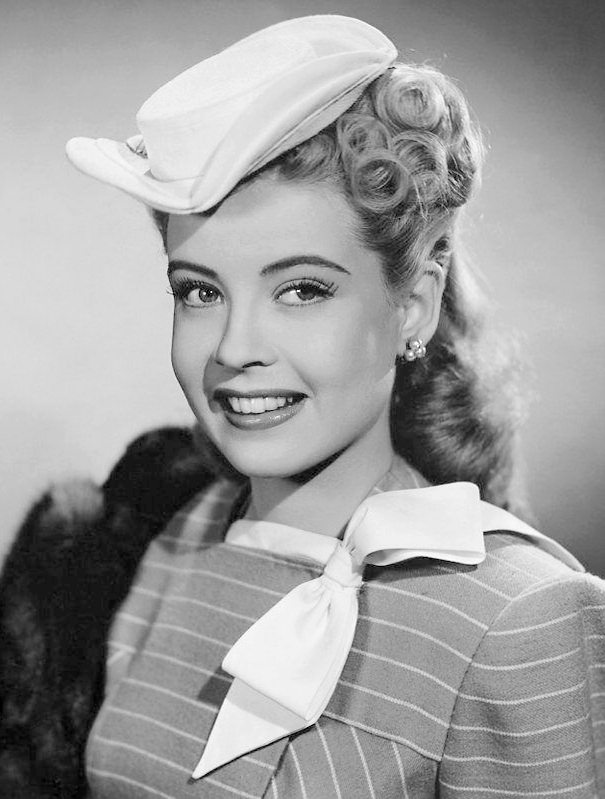
Gloria DeHaven (1944)

Gloria Mildred DeHaven (* 23. Juli 1925 in Los Angeles, Kalifornien; † 30. Juli 2016 in Las Vegas, Nevada) war eine US-amerikanische Filmschauspielerin, deren aktive Zeit als Darstellerin von 1936 bis ins Jahr 2000 währte.

## Leben und Karriere
Gloria DeHaven wurde 1925 als Tochter des Schauspielers und Filmemachers Carter DeHaven (1886–1977) und der Schauspielerin Flora Parker DeHaven (1883–1950) in Los Angeles geboren. Die Eltern traten als Darsteller in Vaudeville-Unterhaltungstheatern auf. DeHaven begann 1936 bereits als Kind ihre Karriere mit einer kleinen Rolle in Charlie Chaplins Film Moderne Zeiten, in dem sie die Schwester von Paulette Goddard spielte. Weitere kleinere Filmrollen folgten, auch trat sie als Sängerin mit mehreren Bigbands auf. Sie war daher entsprechend erfahren im Showgeschäft, als sie im Jahr 1943 einen Studiovertrag bei Metro-Goldwyn-Mayer unterzeichnete.
In den folgenden Jahren machte sich DeHaven insbesondere durch Auftritte als Ingenue in den glamourösen Musicals und Komödien von MGM einen Namen. In Step Lively von 1944 gab sie Frank Sinatra dessen ersten Leinwandkuss. Ihre Karriere schwankte zwischen Nebenrollen wie in der Krimikomödie Der dünne Mann kehrt heim (1945) und Hauptrollen wie in der Komödie Mein Schatz ist ein Matrose aus dem Jahr 1944. In dem Musical Summer Stock war sie 1950 als Schwester von Judy Garlands Hauptfigur zu sehen. 1950 verkörperte sie ihre eigene Mutter in dem Fred-Astaire-Musicalfilm Drei kleine Worte.

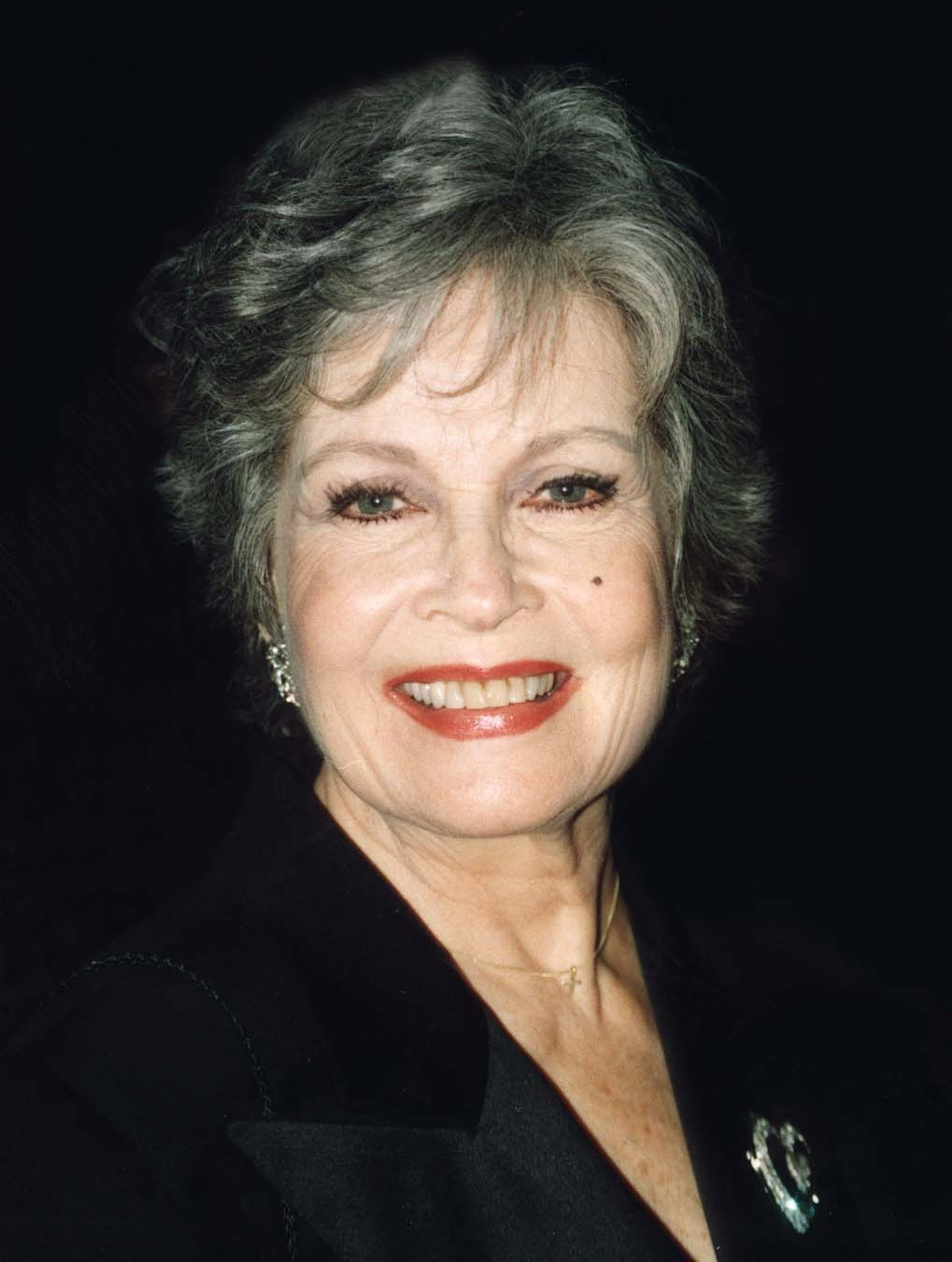
Gloria DeHaven (1998)

Es gelang DeHaven aber nicht, sich nachhaltigen Ruhm als Filmstar aufzubauen. Nach dem Ende ihrer Zeit bei MGM ließen in den 1950er-Jahren die Filmangebote rasch nach. Am Broadway wirkte sie 1955 in einer erfolglosen Musicalversion des Stummfilmklassikers Das Glück in der Mansarde mit. Später trat DeHaven in festen Rollen in den amerikanischen Seifenopern Mary Hartman, Mary Hartman und Ryan’s Hope auf und war Gaststar in zahlreichen Fernsehserien wie Westlich von Santa Fé, Rauchende Colts, Fantasy Island, Hart aber herzlich, Love Boat, Ein Engel auf Erden, Mord ist ihr Hobby und Ein Hauch von Himmel. Ein später Höhepunkt ihrer Karriere war 1997 ihr letzter Kinofilm, die Komödie Tango gefällig?, in der ihre Figur eine Romanze mit Jack Lemmon hat.
DeHaven war vier Mal verheiratet. Ihre erste Ehe mit dem Schauspieler John Payne bestand von 1944 bis 1950. Dieser Ehe entstammen ihre Tochter Kathleen Hope (* 1945) und ihr Sohn Thomas John Payne (* 1947). DeHavens zweite Ehe mit Martin Kimmell in den Jahren 1953 bis 1954 blieb kinderlos. Mit ihrem dritten Mann Richard Fincher war sie zweimal verheiratet, von 1957 bis 1963 und von 1965 bis 1969. Aus dieser Verbindung gingen ihr Sohn Harry (* 1958) und ihre Tochter Faith (* 1962) hervor.
Gloria DeHaven starb am 30. Juli 2016 im Alter von 91 Jahren in einem Hospiz in Las Vegas, nachdem sie drei Wochen zuvor einen Schlaganfall erlitten hatte. Für ihre Beiträge zur Filmindustrie erhielt DeHaven einen Stern auf dem Hollywood Walk of Fame (6933 Hollywood Boulevard).

## Filmografie (Auswahl)

### Filme
- 1936: Moderne Zeiten (Modern Times)
- 1940: Susan und der liebe Gott (Susan and God)
- 1940: Keeping Company
- 1941: The Penalty
- 1941: Die Frau mit den zwei Gesichtern (Two-Faced Woman)
- 1943: Best Foot Forward
- 1943: Thousands Cheer
- 1944: Broadway Rhythm
- 1944: Mein Schatz ist ein Matrose (Two Girls and a Sailor)
- 1944: Step Lively
- 1945: Der dünne Mann kehrt heim (The Thin Man Goes Home)
- 1945: Between Two Women
- 1948: Summer Holiday
- 1949: Sumpf des Verbrechens (Scene of the Crime)
- 1949: Yes Sir, That’s My Baby
- 1949: Frauen um Dr. Corday (The Doctor and the Girl)
- 1950: Der Unglücksrabe (The Yellow Cab Man)
- 1950: Drei kleine Worte (Three Little Words)
- 1950: Summer Stock
- 1950: I’ll Get By
- 1951: Drei Frauen erobern New York (Two Tickets to Broadway)
- 1952: Down Among the Sheltering Palms
- 1954: Drei Matrosen in Paris (So This Is Paris)
- 1955: The Girl Rush
- 1976: Banjo Hackett: Roamin’ Free (Fernsehfilm)
- 1976: Won Ton Ton – der Hund, der Hollywood rettete (Won Ton Ton, the Dog Who Saved Hollywood)
- 1979: Bog
- 1995: Die Legende von O. B. Taggart (Outlaws: The Legend of O.B. Taggart)
- 1997: Tango gefällig? (Out to Sea)

### Fernsehserien
- 1959: The Further Adventures of Ellery Queen (eine Folge)
- 1959: Westlich von Santa Fé (The Rifleman, eine Folge)
- 1959: Johnny Ringo (eine Folge)
- 1961: Preston & Preston (The Defenders, eine Folge)
- 1964: Amos Burke (Burke’s Law, eine Folge)
- 1966: Jung und Leidenschaftlich – Wie das Leben so spielt (As the World Turns, eine Folge)
- 1967: Flipper (eine Folge)
- 1967: Mannix (eine Folge)
- 1972: Alle meine Lieben (The Jimmy Stewart Show, eine Folge)
- 1973: Owen Marshall – Strafverteidiger (Owen Marshall: Counselor at Law, eine Folge)
- 1973: Dr. med. Marcus Welby (Marcus Welby, M.D., eine Folge)
- 1974: Rauchende Colts (Gunsmoke, eine Folge)
- 1975: Abenteuer der Landstraße (Movin’ On, eine Folge)
- 1976–1977: Mary Hartman, Mary Hartman (31 Folgen)
- 1978: Quincy (Quincy, M. E., eine Folge)
- 1978: Police Story – Immer im Einsatz (Police Story, eine Folge)
- 1978: Evening in Byzantium (Miniserie, zwei Folgen)
- 1978/1982: Fantasy Island (zwei Folgen)
- 1979: Sheriff Lobo (eine Folge)
- 1980: B. J. und der Bär (B. J. and the Bear, eine Folge)
- 1982: Hart aber herzlich (Fernsehserie, eine Folge)
- 1983: Falcon Crest (eine Folge)
- 1983/1986: Love Boat (The Love Boat, zwei Folgen)
- 1983–1987: Ryan’s Hope (97 Folgen)
- 1987: Ein Engel auf Erden (Highway to Heaven)
- 1987–1989: Mord ist ihr Hobby (Murder, She Wrote, drei Folgen)
- 2000: Ein Hauch von Himmel (Touched By An Angel, eine Folge)